# Шахта «Добропільська»
ДВАТ Шахта «Добропільська». Входить до ДХК «Добропільвугілля». Розташована у м. Добропілля, Донецької області.

## Загальна характеристика
Стала до ладу у 1941 р.
Фактичний видобуток 2637/3508 т/добу (1990/1999).
Виробнича потужність у 2003 р 1 млн т, фактичний видобуток — 1,337 млн т.
Максимальна глибина 619/558 м (1994/1999). Протяжність підземних виробок 75,6/54,7 км (1990/1999).
У 1999 р. розроблялися пласти mв
51, m4 потужністю 0,92-1,80 м, кути падіння 10-11о.
Кількість очисних вибоїв 4 (1999), підготовчих 7 (1999). Обладнання: комплекси КД, прохідницькі комбайни.
Кількість працюючих: 2998/2855 ос., в тому числі підземних 1958/2071 ос. (1900/1999).
Адреса: 85032, вул. Київська, м. Добропілля, Донецької обл.